# Terbantster Tsjerke
De Terbantster Tsjerke is een kerkgebouw in Terband ten noordoosten van het knooppunt bij Heerenveen. In 2015 kreeg de kerk een nieuwe naam. De oude naam Rotondekerk dankte de kerk aan de voormalige rotonde voordat dit in 2000 een klaverblad werd.

## Geschiedenis
Aan het eind van de 16e eeuw (1595) werd Johannes Silvius als eerste predikant beroepen. Doordat het kerkgebouw ernstig verviel werd in 1638 besloten tot de bouw van een nieuw kerkgebouw. Belangrijke financier van de bouw was Johannes Crack (1600-1652), grietman van Aengwirden. In 1649 kreeg deze kerk nog een torentje en in 1661 een orgel gemaakt door de orgelbouwers Bader. Er zijn grafzerken van de grietman en zijn echtgenote Ansk van Lycklama (1614-1667). In 1743 werd het kerkgebouw vernieuwd. Ook deze kerk verkeerde 100 jaar later in vervallen toestand en werd afgebroken. 
De neoclassicistische kerk uit 1843 is een ontwerp van architect Thomas Adrianus Romein, stadsarchitect van Leeuwarden. De gevel wordt afgesloten door een fronton voorzien van een rondboogvenster. Onder het fronton staat de bijbeltekst: ZALIG ZIJN DEGENEN DIE HET WOORD GODS HOOREN, EN HETZELVE BEWAREN! (Lucas 11, vers 28). Op 21 augustus 1845 werd het nieuwe godshuis ingewijd. 
In 1887 werd het oude orgel vervangen door een van L. van Dam en Zn. gebouwd orgel. Het is in 2003 gerestaureerd door Bakker & Timmenga.
Het kerkgebouw is een rijksmonument en is sinds 1975 eigendom van de Stichting Alde Fryske Tsjerken. In 1985 werd de kerk gerestaureerd. In 1989 kreeg de kerk twee grote metalen lampen die afkomstig zijn uit de voormalige Westerkerk in Groningen. 

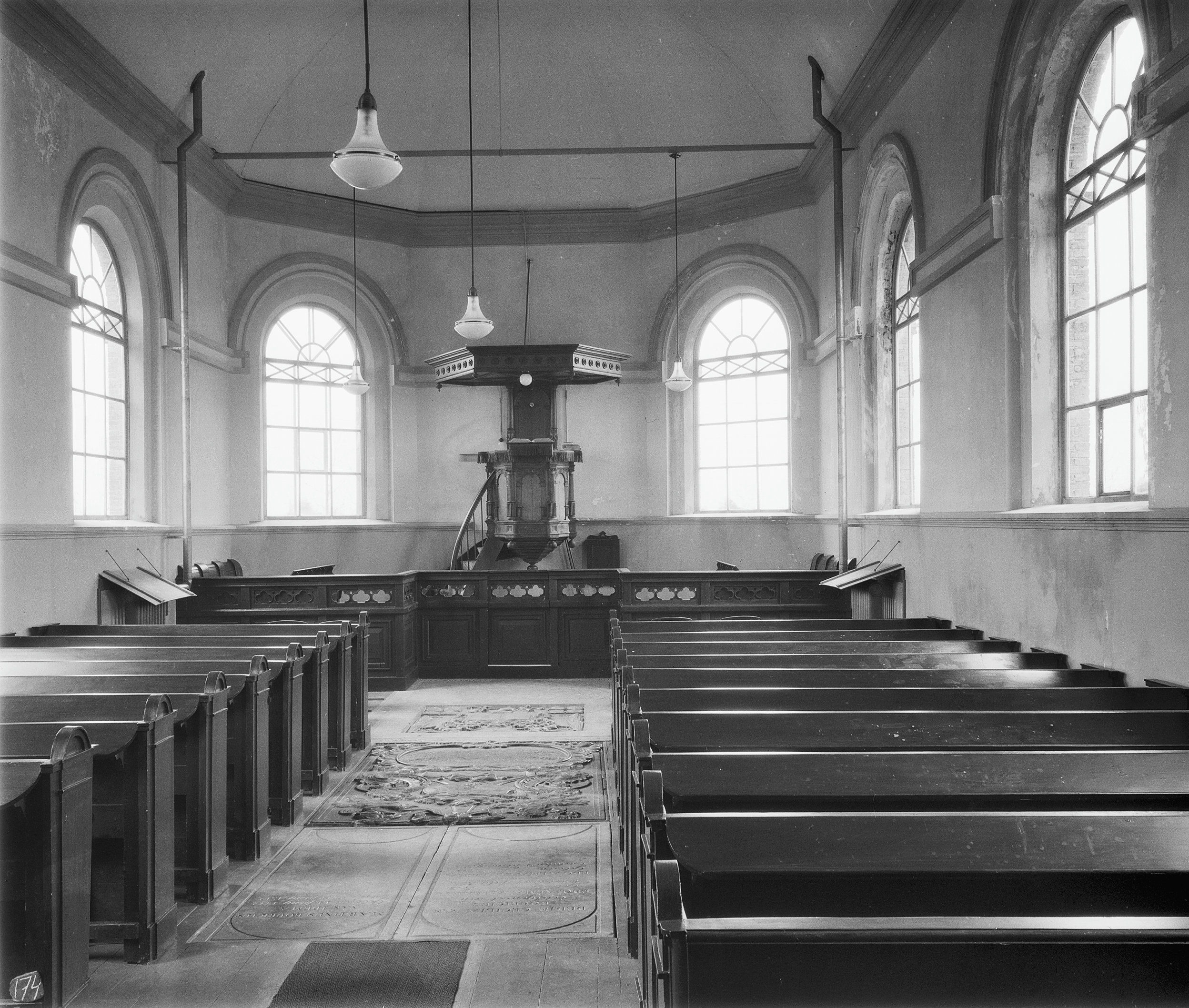
Interieur met preekstoel in 1959
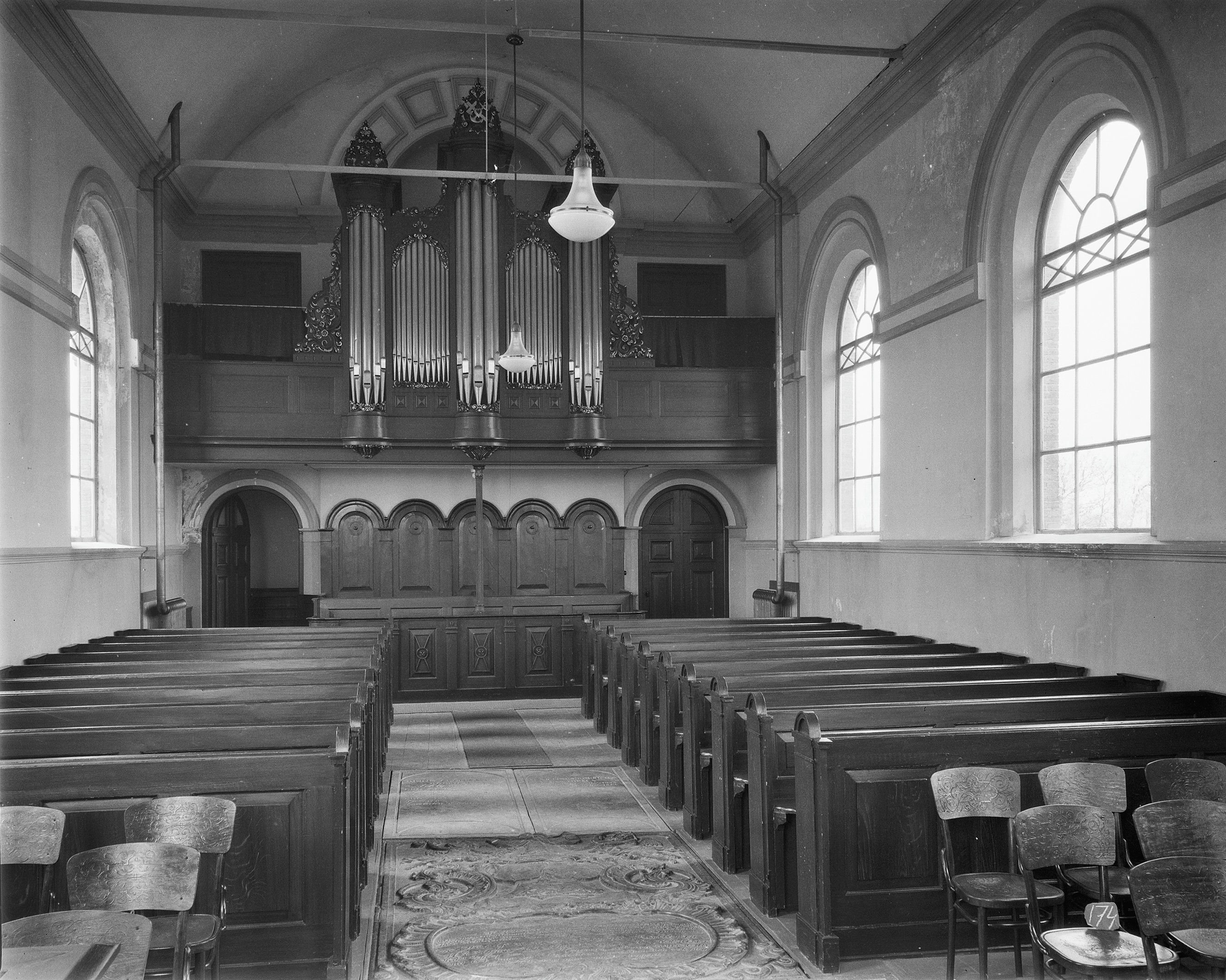
Interieur met orgel